# Edwardsiana guntharti
Edwardsiana guntharti är en insektsart som beskrevs av Dlabola 1971. Edwardsiana guntharti ingår i släktet Edwardsiana och familjen dvärgstritar. Inga underarter finns listade i Catalogue of Life.